# Haptophyta
Haptophyta (ook wel Prymnesiophyta genoemd) zijn fotoautotrofe algen. Ze vormen een stam behorend tot het rijk Chromalveolata. Haptophya zijn samen met de diatomeeën de belangrijkste groep van fytoplankton in de huidige oceanen.
De gele, geelbruine of bruine chloroplasten bevatten chlorofyl a en c, β-caroteen en xanthofyl. Als reservestof worden chrysolaminarine, olie en soms ook paramylon (paramylum) opgeslagen. De chloroplasten bevinden zich in een plooi van het endoplasmatisch reticulum. De chloroplasten lijken op de andere heterokonten, de celopbouw wijkt echter af, waardoor de Haptophyta tegenwoordig ook systematisch van de heterokonten afgesplitst zijn.

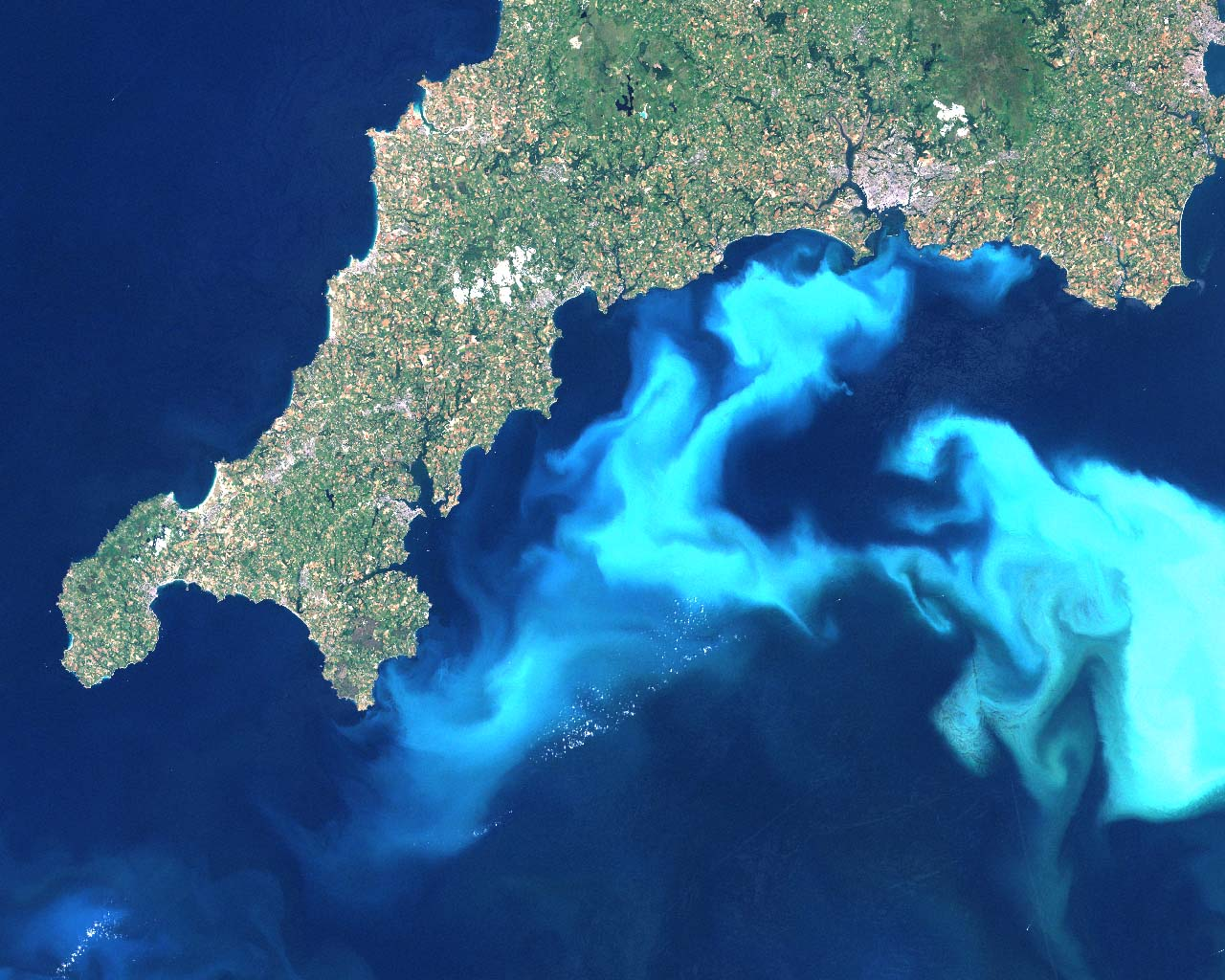
Emiliania huxleyi - De turquoise kleur van de wateren voor de kust van Cornwall wordt veroorzaakt door algenbloei

Zweepcellen hebben twee meestal even lange of bijna even lange flagellen. De flagellen zijn niet zoals bij de overige heterokonten met dunne vederharen bezet, maar met submicroscopisch kleine schubben of knobbels. In tegenstelling tot de heterokonten hebben de flagellen ook geen opgezwollen basis.
Naast de flagellen hebben de cellen ook een 'haptonema'; dat is een draadvormig aanhangsel waarmee de cel zich kan vastzetten. De bouw lijkt oppervlakkig gezien op een flagel, maar op doorsnee zijn 6-7 in een sikkelvorm liggende microtubuli te zien.

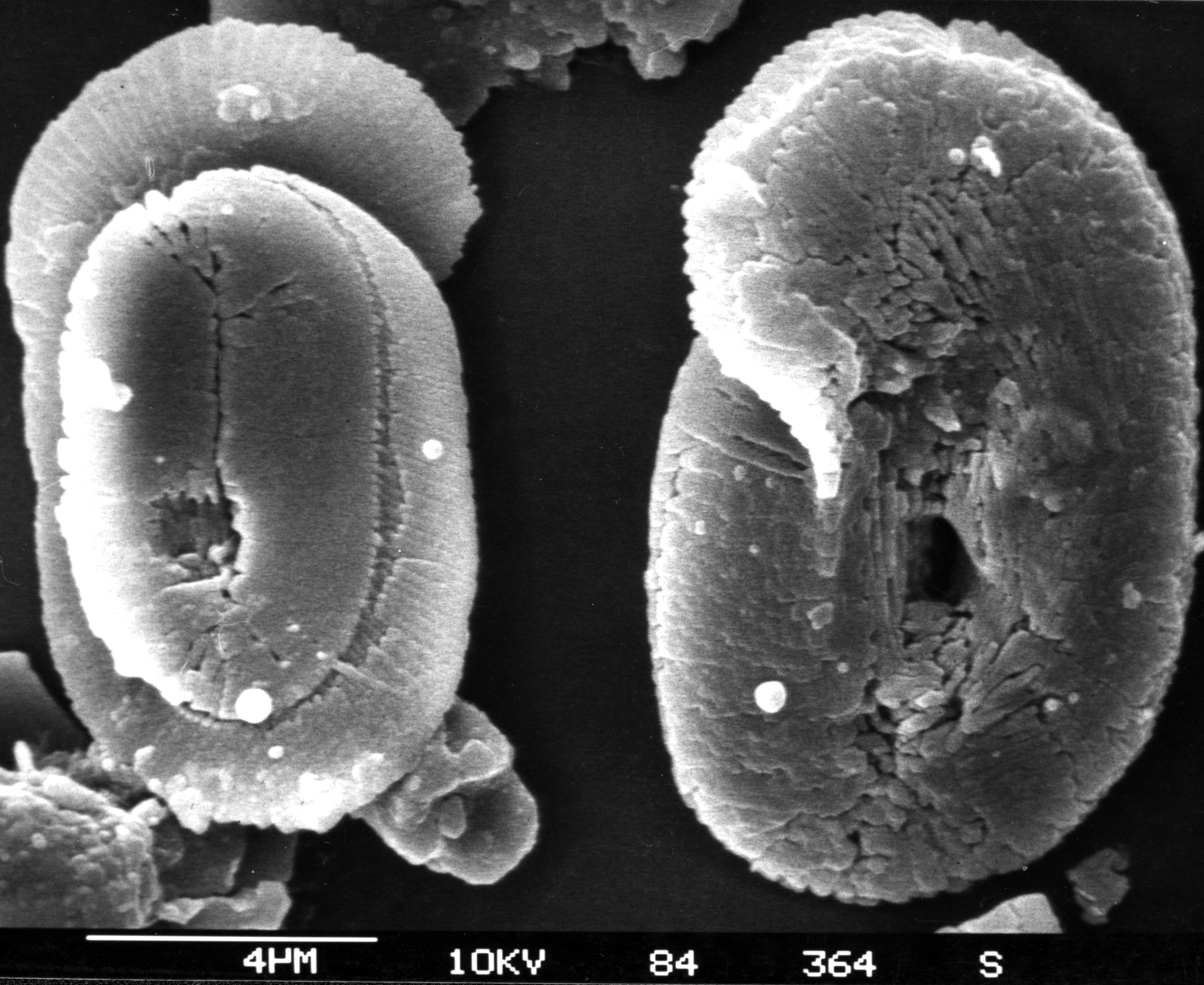
Een coccoliet van de soort Helicosphaera carteri onder de REM.

De cellen hebben aan de buitenkant uit polysachariden (meest cellulose) bestaande schubben, die in de golgiblaasjes gevormd en aan de buitenkant van de cel afgezet worden. Bij de Coccolithophorales zijn de buitenste schubben verkalkt en worden coccolieten genoemd. De functie van de coccolieten wordt tot nu toe nog niet erg begrepen. Vermoed wordt dat ze onder andere dienen ter bescherming tegen vijanden, opstijgvermogenregulering, lichttoevoer of verkalking ter ondersteuning van de fotosynthese. Ook kan een oogvlek zoals bij de goudwieren (Chrysophyta) en de Euglenozoa aanwezig zijn.
Hoewel de vertegenwoordigers van de monadalen het meest voorkomen, zijn er ook capsale, kokkale en trichale vertegenwoordigers. Sommige soorten hebben een heteromorfe generatiewisseling, dat wil zeggen dat de diploïde en de haploïde generatie uiterlijk goed onderscheidbaar zijn. Bij deze kalkalgen wisselt de diploïde generatie, waarbij de algen flagellen bezitten en als plankton leven met een haploïde generatie, waarbij ze benthisch zijn, dat wil zeggen dat ze dan op de zeebodem leven.

## Voorkomen
Slechts weinig soorten leven in zoetwater, de meeste leven als plankton in de zee. Met een grootte van minder dan 20 µm worden ze tot het kalkige nanoplankton gerekend. Ze kunnen in zeer grote hoeveelheden optreden en een overwegend deel van het zeeplankton uitmaken. Daarmee spelen de planktonische Haptophyten in de zee een belangrijke rol als primaire producent. Enkele soorten komen over de hele wereld verspreid voor, de meeste soorten komen echter in de gematigde streken voor. In het bijzonder komt in grote hoeveelheden de wereldwijd verbreide soort Emiliania huxleyi voor. Zij behoort tot de belangrijkste producenten van biologisch calciumcarbonaat en kan een grote algenbloei geven. Andere planktonische haptophytes, zoals Chrysochromulina en Prymnesium zorgen periodiek voor een giftige algenbloei, terwijl Phaeocystis bij algenbloei een onplezierig schuim vormt dat zich dikwijls ophoopt aan de kusten.

## Geologie
De coccolieten van de kalkalgen vormden in het verre verleden via sedimentering en diagenese kalkgesteente. Coccolieten zijn onder anderen een belangrijk bestanddeel van de krijtrotsen van Rügen, Møn en de Zuid-Engelse krijtkust van Dover. Eén cm³ krijt bestaat uit rond de 800 miljoen coccolieten. De vroegste vondsten van de Coccolithoforen stammen uit het Trias. De grootste verbreiding en vormenrijkdom vindt tijdens het Krijt plaats, waarbij aan het eind van dit tijdperk massale sterfte optrad. Een nieuw hoogtepunt werd ongeveer 50 miljoen jaar geleden in het Eoceen bereikt. Vertegenwoordigers van de familie Braarudosphaera kwamen al in het krijt voor.
Aan de hand van fossielresten van kalkalgen in de sedimenten kan de wetenschap de ouderdom van deze sedimenten en de toen heersende klimaatomstandigheden vaststellen.

## Betekenis voor de ecologie, geologie, klimaat en techniek
Kalkalgen spelen in de natuur een zeer belangrijke rol:
- voor de marine natuur voedselketen,
- voor het klimaat
- voor de geologie en sedimentologie
- indirect voor talrijke technische en materiaalafhankelijke vakgebieden.

Kalkalgen zijn in de zee de op afstand productiefste kalkvormers. Daarmee staan ze aan de oorsprong van talrijke gesteenten (vooral kalksteen en dolomiet). Ze beïnvloeden ook de chemische samenstelling van het zeewater en daarmee hangt de opnamecapaciteit van het broeikasgas koolstofdioxide hoofdzakelijk af van hun biologische en kalkbindende activiteit.

## Taxonomie
Tot de Haptophyta behoren:
- Klasse: Pavlovophyceae
  - Orde Pavlovales
    -       - soort:Pavlova gyrans, vernoemd naar de Russische danseres Anna Pavlova.
      - Soort:Pavlova lutheri, wordt door het zeer hoge gehalte aan docosahexaeenzuur als voeder bij de aquacultuur gebruikt.
- Klasse Prymnesiophyceae Hibberd, 1976
  - Orde Prymnesiales Deze orde wordt gekenmerkt door het bezit van een lang haptonema. De schubben (plaatjes) bestaan uit polysachariden en worden in twee groepen ingedeeld. Naast autotrofie is ook fagotrofie mogelijk. Ze planten zich aseksueel voort.
    -       - Soort:Prymnesium parvum hecht zich met zijn haptonema vast aan viskieuwen en zorgt door de uitscheiding van een toxine dat de vis doodgaat (komt voor in de Noord- en Oostzee).
      - Soort:Chrysochromulina polylepis zorgt eveneens voor vissterfte.
      - Soort:Phaeocystis globosa, de „schuimalg“, vormt bolvormige koloniën. Na een algenbloei vormen de afgestorven algen opvallend schuim en kunnen tot zuurstoftekorten leiden (en daardoor ook tot vissterfte leiden). In de Noordzee komt Phaeocystis pouchetii voor, die in het late voorjaar algenbloeien geeft en na het afsterven ook schuim vormt dat vervolgens op de Noordzeestranden komt te liggen.

  - Orde Phaeocystales
  - Orde Isochrysidales
    -       - Soorten:Isochrysis spp., worden door hun hoge gehalte aan docosahexaeenzuur als voeder in de aquacultuur toegepast.

  - Orde Coccolithales of Coccolithophorales zijn belangrijke primaire producenten in de Noordelijke Atlantische Oceaan (bijvoorbeeld Emiliania huxleyi). De zogenaamde ‘white waters’ ontlenen hun kleur aan de calciumcarbonaatschaaltjes van deze algensoorten. De haptonema is kort en de cellen zijn bezet met fijne schubben bestaande uit polysachariden. Op deze schubben worden schaaltjes van calciumcarbonaat afgezet. Ze planten zich zowel aseksueel als seksueel voor. Bij de geslachtelijke voortplanting is een heteromorfe generatiewisseling (de generaties zijn morfologisch verschillend).
    - Familie Coccolithaceae (Coccolithoforen)

Ook wordt er wel maar één klasse onderscheiden: de Haptophyceae met ongeveer 500 soorten en 75 geslachten in 4 orden.
bruinwieren (Phaeophyta) · kranswieren (Charophyta) · Chlorarachniophyta · Cryptomonadae = Cryptophyta · Cyanidiophyta · diatomeeën (Bacillariophyta) · dinoflagellaten (Dinoflagellata) · Euglenozoa = Euglenoida · Glaucophyta · goudwieren (Chrysophyta) · groenwieren (Chlorophyta) · Haptomonadae = Haptophyta = Prymnesiophyta · Picobiliphyta · Prasinophyta · roodwieren (Rhodophyta) · Xanthophyta